# Sai Hu
Sai Hu är en sjö i Kina. Den ligger i provinsen Jiangxi, i den sydöstra delen av landet, omkring 110 kilometer norr om provinshuvudstaden Nanchang. Sai Hu ligger 11 meter över havet. Arean är 1,8 kvadratkilometer. Trakten runt Sai Hu består till största delen av jordbruksmark. Den sträcker sig 1,3 kilometer i nord-sydlig riktning, och 2,4 kilometer i öst-västlig riktning.
Genomsnittlig årsnederbörd är 2 073 millimeter. Den regnigaste månaden är maj, med i genomsnitt 328 mm nederbörd, och den torraste är januari, med 59 mm nederbörd.